# Metabolus rugensis
Monarca-de-truk ou monarca-de-chuuk (Metabolus rugensis) é uma espécie de ave da família Monarchidae. É a única espécie do género Metabolus
É endémica da Micronésia.
Os seus habitats naturais são: florestas secas tropicais ou subtropicais , florestas de mangal tropicais ou subtropicais, regiões subtropicais ou tropicais húmidas de alta altitude, matagal húmido tropical ou subtropical e plantações .
Está ameaçada por perda de habitat.